# Kamiza

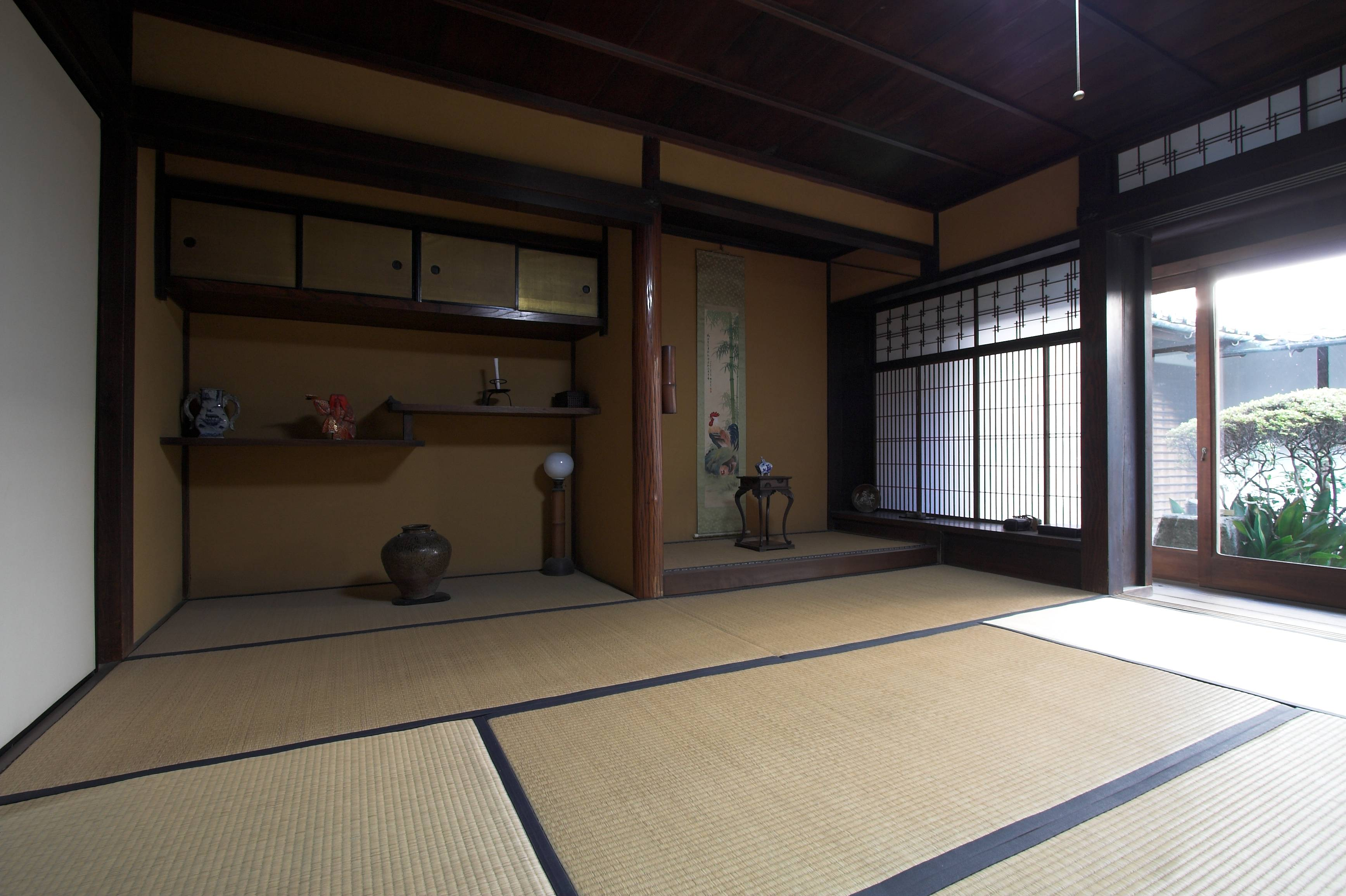
Încăpere tradițională japoneză cu tokonoma

Kamiza (上座?) este un termen japonez pentru „scaunul de sus” dintr-o cameră, adică locul de onoare; termenul se aplică și celor mai bune locuri din avioane, trenuri și mașini. Antonimul său shimoza (下座), înseamnă „scaun de jos”. Într-o cameră, kamiza este scaunul sau poziția cea mai confortabilă, de obicei cea mai îndepărtată de ușă, deoarece este mai cald. A fost, de asemenea, cel mai bine protejat loc pentru atacuri din perioada feudală a Japoniei.
Într-un washitsu tradițional, este adesea un zabuton așezat astfel încât persoana care o ocupă să aibă spatele întors împotriva tokonomei. Kamiza este cel mai apropiat loc de tokonoma sau, pur și simplu cel mai îndepărtat de la ușă într-o cameră lipsită de tokonomă. Într-o cameră în stil occidental, este un fotoliu sau o canapea confortabilă sau capul unei mese. 

## Portretele unor maeștri în arte marțiale afișate pe parteakamizaîntr-undojotradițional

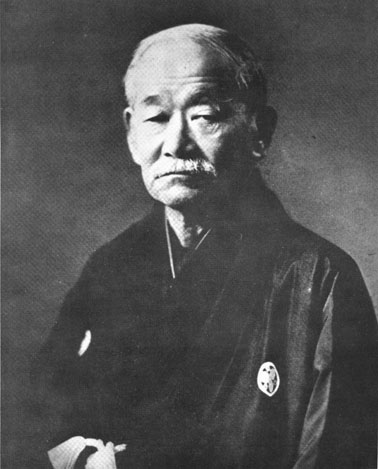
Jigoro Kano, fondatorul judo-ului .

## Vezi și
- Politețea în cultura japoneză